# Субан Паннон
Субан Паннон (тай. สุบรรณ พันโนน; 10 травня 1978, Кхонкен, Таїланд) — таїландський боксер, чемпіон Азійських ігор, призер Азійських ігор, чемпіонатів світу та Азії серед аматорів.

## Аматорська кар'єра
1998 року Субан Паннон став чемпіоном Азійських ігор.
На чемпіонаті світу 1999 завоював бронзову медаль.
- В 1/8 фіналу переміг Данієля Петрова (Болгарія) — 8-3
- У чвертьфіналі переміг Ділшода Юлдашева (Узбекистан) — 10(+)-10
- У півфіналі програв Браяну Вілорія (США) — 4-19

На Олімпійських іграх 2000 в першому бою переміг Ділшода Юлдашева (Узбекистан) — 18-16, а в другому програв Валерію Сидоренко (Україна) — RSC.
2002 року завоював бронзові медалі на чемпіонаті Азії і Азійських іграх. У чвертьфіналі Азійських ігор переміг Кім Ин Чхоль (Північна Корея), а у півфіналі програв Гаррі Танамору (Філіппіни).
На чемпіонаті світу 2003 переміг Мехроджа Умарова (Таджикистан) і Пала Бедака (Угорщина), а у чвертьфіналі програв Сергію Казакову (Росія).
На Олімпійських іграх 2004 в першому бою переміг Саліма Салімова (Болгарія) — 26-14, а в другому програв Яну Бартелемі (Куба) — 14-23.
У липні 2005 року на 10-му командному Кубку світу в Москві взяв участь в двох поєдинках у складі збірної Таїланду, а восени завоював бронзову медаль на чемпіонаті Азії.
2006 року, програвши у фіналі Цзоу Шимін (Китай), завоював срібну медаль на Азійських іграх.